# Życzenie śmierci 4
Życzenie śmierci 4 (ang. Death Wish 4: The Crackdown) – amerykański film sensacyjny z 1987 roku w reżyserii J. Lee Thompsona. Jest to czwarta część popularnego cyklu z Charlesem Bronsonem wcielającym się w rolę samotnego mściciela Paula Kerseya. Zdjęcia kręcono w Los Angeles i Santa Monica.

## Fabuła
Paul Kersey (Charles Bronson) kiedyś na własną rękę wymierzył sprawiedliwość mordercom swoich bliskich. Teraz chce rozpocząć nowe życie. Zaczyna spotykać się z Karen Sheldon (Kay Lenz). Gdy jej córka umiera z powodu przedawkowania środków odurzających, Paul wypowiada wojnę gangom handlarzy narkotyków.

## Obsada
- Charles Bronson jako Paul Kersey
- Kay Lenz jako Karen Sheldon
- John P. Ryan jako Nathan White
- George Dickerson jako detektyw Sid Reiner
- Soon-Tek Oh jako sierżant Phil Nozaki
- Perry Lopez jako Ed Zacharias
- Mike Moroff jako Jack Romero
- Dan Ferro jako Tony Romero
- Dana Barron jako Erica Sheldon
- Jesse Dabson jako Randy Viscovich
- David Fonteno jako Frank Bauggs
- Tom Everett jako Max Green
- Danny Trejo jako Art Sanella
- Peter Sherayko jako Nick Franco
- James Purcell jako Vince Montono
- Michael Russo jako Danny Moreno
- Daniel Sabia jako Al Arroyo
- Héctor Mercado jako JoJo Ross

i inni